# Деркачовка
Деркачовка (укр. Деркачівка) — село,
Деркачовский сельский совет,
Недригайловский район,
Сумская область,
Украина.
Код КОАТУУ — 5923580901. Население по переписи 2001 года составляло 702 человека .
Является административным центром Деркачовского сельского совета, в который, кроме того, входит село
Городище.

## Географическое положение
Село Деркачовка находится на левом берегу реки Терн,
выше по течению на расстоянии в 0,5 км расположено село Городище,
ниже по течению на расстоянии в 1 км расположено село Великие Будки,
на противоположном берегу — село Иваница.
Река в этом месте извилистая, образует лиманы, старицы и заболоченные озёра.

## История
- Первое письменное упоминание о селе Деркачовка относится к 1730 году.
- Вблизи села обнаружено поселение позднего, бронзового века и раннего средневековья.

## Экономика
- Свинотоварная ферма.
- «Деркачовское», ООО.
- «Гарант», ЧП.

## Объекты социальной сферы
- Школа.
- Дом культуры.
- Музей Пилипа Капельгородского.